# Amadís de Gaula
Amadís de Gaula és una obra literària en espanyol representativa del cicle de novel·les de cavalleria de la península Ibèrica del segle xvi. Malgrat que se sap que aquesta obra existeix des de com a mínim el segle xiv, la versió definitiva més antiga, actualment coneguda, és la de Garci Rodríguez de Montalvo, impresa en llengua castellana el 1508 i denominada Los quatro libros de Amadís de Gaula. Tot indica, tanmateix, que la versió original era portuguesa i molt anterior. El mateix Montalvo reconeix només ser l'autor del quart dels llibres i haver esmenat la resta.
La versió original de Amadís de Gaula ha estat atribuïda a diversos autors portuguesos. La crònica de Gomes Eanes de Azurara, escrita el 1454 menciona com el seu autor a Vasco de Lobeira, que hauria estat armat cavaller en la batalla d'Aljubarrota. Tanmateix altres fonts indiquen que l'autor era João de Lobeira i no l'anterior.
Sigui com sigui, l'única versió completa és la de Montalvo, que constituí un enorme èxit a tot Europa, essent traduïda a les principals llengües d'Europa occidental, a més dels originals castellans i portuguesos. Diversos autors de diversos països escriviren seqüeles d'Amadís, inclusivament el mateix Montalvo, amb el cinquè llibre del cicle, Las sergas de Esplandián. A Portugal foren escrits diversos romanços del tipus d'Amadís, essent el més famós Palmeirim de Inglaterra de Francisco de Morais.

## Argument
L'obra Amadís de Gaula, a través d'una introducció en què s'afirma que va ser trobada en un bagul enterrat (tradició del "manuscrit trobat"), s'inicia amb el relat dels amors furtius entre el Rei D. Perion de Gaula (Gal·les) i la Infanta D. Elisena de Bretanya, que van donar lloc a una criatura abandonada en una barca. La criatura, Amadís, és criada pel cavaller Gandales. Més tard Amadís va en la recerca els seus vertaders orígens, cosa que el porta a imbricar-se en aventures fantàstiques, sempre protegit per la fetillera Urganda i perseguit pel mag Arcalaus, l'encantador. Travessa l'arc encantat dels lleials amants en el centre de l'Illa Ferma, lluita contra el terrible monstre Endriago, matant-lo. Passa per tota mena de perilloses aventures, per l'amor de la seva estimada Oriana, filla del Rei D. Lisuarte de Gran Bretanya.
Abans de les modificacions introduïdes per Montalvo, l'obra acabava tràgicament, dins la seqüència del que passava en les històries del Cicle Arturià. Originalment, la història acabava amb el Rei Lisuarte, mal aconsellat per consellers envejosos, a apartar Amadís del seu costat i intentar casar Oriana amb un enemic de l'heroi. Aquest rescata Oriana i se l'emporta cap a l'Illa Ferma. Lisuarte declara la guerra a Amadís, aliat amb Galaor i amb Esplandian (que Lisuarte crià sense saber que era el seu net). A través de diverses batalles, Galaor s'enfronta a Amadís que el mata. Lisuarte també és mort per Amadís en combat. En un tercer combat l'heroi s'enfronta amb Esplandian, essent aquesta vegada Amadís qui mor. Oriana que, des d'una finestra, observa el combat, en veure la mort d'Amadís, es llança a terra i mor. La fetillera Urganda apareix i revela la veritat sobre els seus pares a Esplandian.
La versió de Montalvo, en canvi, modifica tot aquest final tràgic. En la seva versió, Lisuarte i Amadís fan les paus, es coneix la identitat d'Esplandian d'una forma menys tràgica i Galaor ni tan sols apareix en la batalla. Per acabar l'obra, es fa servir un subterfugi que la fa acabar bruscament. Lisuarte és encantat i Amadís assumeix la regència i governa.

## Manuscrits i edicions
Si la primera edició data de 1508, la creació de la novel·la es remunta al segle xiv quan ja haurien de circular còpies manuscrites de les quals cap ens ha arribat a nosaltres. Abunden les referències durant els segles xiv i xv. La versió de Montalvo, cavaller de Medina del Campo, molt probablement va ser feta pels volts de 1480. Es tracta d'una refundició corregida i tal com ell escriví dels antics originals que estaven corruptes i mal compostos en estil antic per culpa dels diferents i mals escriptors. Francisco Delicado (1475-1535), donà bellíssimes edicions de l'Amadís de Gaula (Venècia, 1533).

## Significat literari
També anomenat Amadís sense Temps per la seva mare (al·ludint al fet de, havent estat concebut fora del matrimoni ella hauria d'haver-lo abandonat a una probable mort), ell és l'heroi ibèric més representatiu de la novel·la de cavalleria. Va ser la narració més popular del seu temps. El llibre mostra una completa idealització i simplificació dels ideals del cavaller. La majoria dels personatges són princeses, donzelles i cavallers. L'estil és raonablement modern, però hi manquen els diàlegs i les impressions dels personatges, limitant-se a la descripció de l'acció.
Amadís de Gaula és sovint referenciat en el clàssic satíric Quixot, de Miguel de Cervantes, escrit al principi del segle xvii. El personatge D. Quixot idolatra Amadís i compara freqüentment les aventures de l'heroi amb les seves.

## Inserció en la tradició arturiana
Inserint-se en la tradició arturiana (amb els personatges més coneguts el rei Artur i els cavallers de la Taula Rodona, d'un cicle generalment conegut com a la recerca del Sant Graal, Amadis de Gaula és indiscutiblement una creació peninsular, però els escenaris de la novel·la són britànics.

## La qüestió de l'autoria
Portuguesos i castellans reivindiquen com a seva la idea original d'aquesta obra. La tesi portuguesa la sosté Manuel Rodrigues Lapa) per a qui l'autor seria el trovador João de Lobeira i Montalvo l'hauria traduït. Pels defensors de la tesi castellana, en especial el seu darrer editor Cacho Blecua per qui Montalvo refondria un manuscrit en castellà d'un autor també castellà.

## Difusió de l'obra
Se'n van fer traduccions, durant el segle xvi, al francès, anglès, italià, alemany, holandès i hebreu. Va ser una de les novel·les de cavalleria més llegides a Europa. Hi va haver 19 edicions castellanes (entre 1508 i 1586). Se'n varen fer diverses seqüeles i obres inspirades.
Com a mostra de la popularitat d'aquesta obra cal dir que el nom de l'Estat de Califòrnia està directament extret del llibre V de l'Amadís.